# Нокиа
Но́киа (фин. Nokia; до 1938 года Северная Пирккала, фин. Pohjois-Pirkkala) — город в юго-западной Финляндии на берегу реки Нокианвирта, неподалёку от Тампере. Население составляет 29,8 тыс. жителей (2007).

## История
Известен тем, что в 1868 году здесь купил землю под свою вторую бумажную фабрику Фредрик Идестам, компания которого была в 1871 году переименована в Nokia Ab.
Название местности, как считается, происходит от старинного финского слова nois (множ. nokia), обозначавшее чёрного соболя, который когда-то водился в тех местах. Когда соболь исчез, это слово стало обозначать любого зверя с чёрным мехом, например куницу.

## Экономика
В настоящее время в городе действует шинный завод компании Nokian, а также функционирует головное предприятие Nanso Group Oy — одной из крупнейших финских текстильных компаний.

## Транспорт
Через город проходит ветка железной дороги Пори — Тампере.

## Города-побратимы
- Блёндюоус, Исландия
- Мосс, Норвегия
- Карлстад, Швеция
- Хорсенс, Дания
- Орёл, Россия
- Силламяэ, Эстония
- Шарошпатак, Венгрия